# Zwitserland op het Eurovisiesongfestival 1985
Zwitserland nam deel aan het  Eurovisiesongfestival 1985, gehouden in Göteborg, Zweden. Het was de 30ste deelname van het land.

## Selectieprocedure
Men koos ervoor om een nationale finale te houden. Deze vond plaats in de studio's van TSR in Genève, en werd gepresenteerd door Serge Moisson.
Aan deze finale deden 9 acts mee en de winnaar werd bepaald door 3 regionale jury's, een journalistenpanel en expertjury.
| Volgorde | Artiest                         | Lied                   | Punten | Plaats |
| -------- | ------------------------------- | ---------------------- | ------ | ------ |
| 1        | Rainy Day                       | Gioventù               | 30     | 4      |
| 2        | Nicki Nicolas                   | Je n'aime que toi      | 8      | 9      |
| 3        | Mariella Farré                  | Oh, mein Pierrot       | 22     | 7      |
| 4        | Friends                         | Europeo                | 21     | 8      |
| 5        | Mariella Farré & Pino Gasparini | "Piano, Piano"         | 35     | 1      |
| 6        | Arlette Zola                    | Aime-moi               | 31     | 3      |
| 7        | Daniela Simons                  | Repars à zéro          | 32     | 2      |
| 8        | Swiss Singers                   | Der kuckuck            | 27     | 5      |
| 9        | Renato Mascetti                 | Una notte a Casablanca | 24     | 6      |

## In Göteborg
Zwitserland moest als vijftiende aantreden op het festival, net na het Verenigd Koninkrijk en voor Zweden. Op het einde van de puntentelling bleek dat ze 39 punten hadden verzameld, goed voor een 12de plaats.
Nederland deed niet mee in 1985 en België had 5 punten over voor de Zwitserse inzending.

### Gekregen punten

#### Finale
| 12 punten            | 10 punten  | 8 punten                | 7 punten             | 6 punten                          |
| -------------------- | ---------- | ----------------------- | -------------------- | --------------------------------- |
|                      |            |                         |                      | - Denemarken - Turkije            |
| 5 punten             | 4 punten   | 3 punten                | 2 punten             | 1 punt                            |
| - België - Noorwegen | - Portugal | - Finland - Griekenland | - Cyprus - Luxemburg | - Duitsland - Oostenrijk - Zweden |

### Punten gegeven door Zwitserland

#### Finale
Punten gegeven in de finale:
| 12 punten | Turkije             |
| 10 punten | Verenigd Koninkrijk |
| 8 punten  | Zweden              |
| 7 punten  | Israël              |
| 6 punten  | Noorwegen           |
| 5 punten  | Ierland             |
| 4 punten  | Frankrijk           |
| 3 punten  | Cyprus              |
| 2 punten  | Finland             |
| 1 punt    | Oostenrijk          |

1956 · 1957 · 1958 · 1959 · 1960 · 1961 · 1962 · 1963 · 1964 · 1965 · 1966 · 1967 · 1968 · 1969 · 1970 · 1971 · 1972 · 1973 · 1974 · 1975 · 1976 · 1977 · 1978 · 1979 · 1980 · 1981 · 1982 · 1983 · 1984 · 1985 · 1986 · 1987 · 1988 · 1989 · 1990 · 1991 · 1992 · 1993 · 1994 · 1995 · 1996 · 1997 · 1998 · 1999 · 2000 · 2001 · 2002 · 2003 · 2004 · 2005 · 2006 · 2007 · 2008 · 2009 · 2010 · 2011 · 2012 · 2013 · 2014 · 2015 · 2016 · 2017 · 2018 · 2019 · 2020 · 2021 · 2022 · 2023 · 2024 · 2025